# Liczba epsilonowa
Liczba epsilonowa – liczba porządkowa {\displaystyle \varepsilon } o tej własności, że
{\displaystyle \varepsilon =\omega ^{\varepsilon }.}
Najmniejszą liczbą epsilonową jest liczba
{\displaystyle \varepsilon _{0}=\omega ^{\omega ^{\omega ^{\cdots }}}=\sup\{\omega ,\omega ^{\omega },\omega ^{\omega ^{\omega }},\omega ^{\omega ^{\omega ^{\omega }}},\dots \}.}
Liczba {\displaystyle \varepsilon _{0}} jest przeliczalna – ma ona zastosowanie w wielu dowodach pozaskończonych, na przykład w dowodzie twierdzenia Goodsteina. Kolejne liczby epsilonowe indeksujemy kolejnymi liczbami porządkowymi, na przykład:
{\displaystyle \varepsilon _{0},\varepsilon _{1},\varepsilon _{2},\dots ,\varepsilon _{\omega },\dots ,\varepsilon _{\varepsilon _{0}},\dots ,\varepsilon _{\omega _{1}},\dots .}
{\displaystyle \varepsilon _{1}=\sup\{\varepsilon _{0}+1,\varepsilon _{0}\cdot \omega ,{\varepsilon _{0}}^{\omega },{\varepsilon _{0}}^{{\varepsilon _{0}}^{\omega }},\dots \}=\sup\{0,1,\varepsilon _{0},{\varepsilon _{0}}^{\varepsilon _{0}},{\varepsilon _{0}}^{{\varepsilon _{0}}^{\varepsilon _{0}}},\dots \}}
{\displaystyle \varepsilon _{\omega }=\sup\{\varepsilon _{0},\varepsilon _{1},\varepsilon _{2},\dots \}.}

## Własności
- Liczba {\displaystyle \varepsilon _{\alpha }} jest przeliczalna wtedy i tylko wtedy, gdy liczba {\displaystyle \alpha } jest przeliczalna.
- Każda nieprzeliczalna liczba kardynalna jest liczbą epsilonową.
- Suma (mnogościowa) dowolnej niepustej rodziny liczb epsilonowych jest liczbą epsilonową.
- Każda liczba epsilonowa jest nierozkładalna, to znaczy jeśli {\displaystyle \varepsilon } jest liczbą epsilonową oraz {\displaystyle \alpha ,\beta <\varepsilon ,} to {\displaystyle \alpha +\beta <\varepsilon .}
- Jeśli {\displaystyle \varepsilon } jest liczbą epsilonową, to

(a) {\displaystyle \beta +\varepsilon =\varepsilon } dla każdej liczby {\displaystyle \beta <\varepsilon ,}
(b) {\displaystyle \beta \cdot \varepsilon =\varepsilon } dla każdej liczby {\displaystyle 1\leqslant \beta <\varepsilon ,}
(c) {\displaystyle \beta ^{\varepsilon }=\varepsilon } dla każdej liczby {\displaystyle 2\leqslant \beta <\varepsilon .}

## Zastosowania
- Dowód twierdzenia Goodsteina.
- Liczby epsilonowe można zastosować do uzasadnienia następującego twierdzenia: istnieje nieskończenie wiele par liczb porządkowych {\displaystyle (\alpha ,\beta )} takich, że {\displaystyle \alpha ^{\beta }=\beta ^{\alpha }} (zauważmy, że wśród liczb naturalnych taką własność mają jedynie pary (2,4) i (4,2)). Przypomnijmy, że dla dowolnej liczby porządkowej {\displaystyle \alpha } (zob. arytmetyka liczb porządkowych) zachodzi równość {\displaystyle \alpha \cdot \omega =(\alpha +1)\cdot \omega .} Istotnie, {\displaystyle \alpha \cdot \omega \leqslant (\alpha +1)\cdot \omega \leqslant (\alpha +\alpha )\cdot \omega =(\alpha \cdot 2)\cdot \omega =\alpha \cdot (2\cdot \omega )=\alpha \cdot \omega .} Jeśli {\displaystyle \varepsilon } jest dowolną liczbą epsilonową, to dla {\displaystyle \alpha =\omega } oraz {\displaystyle \beta =\varepsilon \cdot \omega } para {\displaystyle (\alpha ,\beta )} ma żądaną własność. Istotnie:

{\displaystyle \beta ^{\alpha }=(\varepsilon \cdot \omega )^{\omega }=(\omega ^{\varepsilon }\cdot \omega )^{\omega }=(\omega ^{\varepsilon +1})^{\omega }=\omega ^{\varepsilon \cdot \omega }=\alpha ^{\beta }.}